# کابیندا
کابیندا (به لاتین: Kabinda) یک منطقهٔ مسکونی در جمهوری دموکراتیک کنگو است که در Kasai-Oriental واقع شده‌است. کابیندا ۲۱۹٬۱۵۴ نفر جمعیت دارد و ۸۴۵ متر بالاتر از سطح دریا واقع شده.